# Classe Oceanic
La classe Oceanic est une classe de six paquebots transatlantiques britanniques construits au début des années 1870 pour la White Star Line. Commandés par Thomas Henry Ismay lors de sa reprise de la compagnie, ils se distinguent par une conception innovante, notamment dans leurs formes effilées et leurs installations plus sophistiquées que celles des paquebots de leur époque. Mis en service entre 1871 et 1872, ils ont pour noms Oceanic, Atlantic, Baltic, Republic, Adriatic et Celtic.
S'ils ne rencontrent durant leurs premiers mois d'exploitation qu'un succès mitigé, ils attirent finalement une clientèle nombreuse lorsque l'Adriatic et le Baltic établissent des records de vitesse, permettant à la compagnie de prospérer. Cette prospérité est entravée, dès 1873, par le naufrage de l'Atlantic, alors le plus meurtrier jamais connu. Malgré cela, les cinq autres navires de la classe continuent à connaître le succès. Dès le milieu des années 1875, l'entrée en scène de nouveaux navires entraîne le transfert de l'Oceanic sur l'Ocean Pacifique, où il sert jusqu'en 1895 avant d'être démoli. Le Baltic et le Republic sont pour leur part vendus à une autre compagnie à la fin des années 1880, de même que le Celtic en 1893. Enfin, l'Adriatic est le dernier navire de la série à quitter la ligne transatlantique de la White Star en 1897, pour être démoli.
Se distinguant par une silhouette beaucoup plus fine que leurs concurrents, les paquebots de classe Oceanic sont également pourvus de machines beaucoup plus économiques en charbon, ce qui leur assure une certaine rentabilité. Ils innovent également en ce qui concerne leurs installations qui affichent un confort rare à l'époque, notamment par la présence d'eau courante et de sonnettes électriques pour appeler les stewards. S'ils sont rapidement dépassés en qualité au sein des flottes des grandes compagnies de l'Atlantique Nord, ils restent, même à la fin de leur carrière, des navires de prestige pour les compagnies secondaires qui les emploient.

## Histoire

### Conception et construction

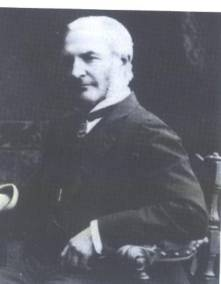
Edward Harland est l'un des concepteurs des navires de classe Oceanic.

À la fin de l'année 1867, Thomas Henry Ismay rachète pour 1 000 livres la White Star Line, alors en faillite, pour en faire l'Oceanic Steam Navigation Company (l'entreprise restant néanmoins connue du grand public sous son nom d'origine). Encore jeune, il reçoit pour cette acquisition l'aide du financier Gustav Christian Schwabe, qui lui demande en contrepartie de faire construire ses navires dans les chantiers de son neveu, Gustav Wilhelm Wolff. C'est ainsi que se dessine un partenariat de très longue date entre la White Star et les chantiers Harland & Wolff de Belfast. Une commande pour quatre navires (rapidement portés au nombre de six) est aussitôt passée par Ismay, ceux-ci devant être conçus par George Fletcher (directeur général de l'Oceanic Steam Navigation Company) et Edward Harland, directeur des chantiers.
Les liens étroits entre les deux entreprises font que la construction des six navires (et de la plupart des autres navires de la compagnie sont construits sans qu'un contrat soit établi, selon la règle du « cost plus », qui signifie que la compagnie ne fixe pas de budget, demande aux chantiers de recourir aux meilleurs matériaux et techniques, et s'engage à payer tous les frais engagés par les chantiers ainsi qu'un pourcentage de marge. Le but alors poursuivi par Ismay n'est pas certain : il est parfois supposé qu'il envisageait de desservir l'Australie, comme l'avait fait l'ancienne White Star (entreprise favorisée par l'ouverture, à la même époque, du canal de Suez), mais la morphologie des navires, en particulier la taille des soutes à charbon, indique plutôt que les navires étaient dès le départ destinés à l'Atlantique Nord, bien qu'il s'agisse là d'un pari risqué, la ligne faisant l'objet d'une âpre concurrence.
Les constructeurs bénéficient d'une très grande liberté qui leur permet d'intégrer aux navires de nombreuses innovations, notamment une forme beaucoup plus effilée qu'auparavant, des machines nettement plus économiques, et des installations de première classe plus luxueuses, et situées non plus à l'arrière mais au centre, afin de garantir plus de stabilité. Le premier navire de la série, l'Oceanic, est lancé durant l'été 1870 et mis en service en mars suivant. Son début de carrière permet de relever ses faiblesses structurelles pour les corriger sur les navires suivants. Les deux derniers navires de la série, l'Adriatic et le Celtic sont légèrement plus grands que les quatre premiers. S'il est parfois supposé que le succès des premiers navires a entraîné la commande des deux derniers, une publicité publiée avant le départ inaugural de l'Oceanic annonçait déjà six navires. Le prix final de chaque navire est estimé à 120 000 livres d'époque.

### Exploitation par la White Star Line

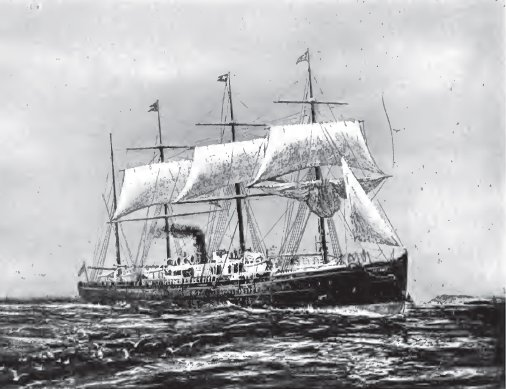
L'Oceanic, premier navire de la série, entre en service en mars 1871.

L'Oceanic effectue sa traversée inaugurale en mars 1871. Il suscite alors une grande curiosité, en témoigne la foule qui se presse à quai pour le visiter à New York lors de son arrivée. Les journaux se montrent également très élogieux au sujet de ses installations qui lui valent le surnom de « yacht impérial ». Ce succès ne se concrétise pourtant pas, dans la mesure où le navire n'embarque durant ses premières traversées qu'un nombre assez réduit de passagers. L'Atlantic puis le Baltic le suivent la même année, en juin et septembre, en prenant en compte certains de ses défauts. Ils sont rejoints l'année suivante par le Republic (février), l'Adriatic (avril) et le Celtic en octobre. C'est avec les records de vitesse de l'Adriatic en 1872, puis du Baltic en 1873, que le public se tourne véritablement vers les paquebots de la White Star Line à une époque où la durée de traversée est une qualité cruciale.
Avec l'arrivée du Celtic, six navires se retrouvent ainsi sur l'Atlantique Nord quand cinq sont nécessaires pour établir un service hebdomadaire. Thomas Henry Ismay décide donc de se tourner vers de nouvelles lignes et retire le Republic, devenu surnuméraire, pour l'envoyer sur une ligne expérimentale à destination du Chili. Accompagné de navires plus modestes (l'Asiatic, le Tropic, le Belgic et le Gaelic), il part à destination de l'Amérique du Sud le 5 octobre, un autre voyage étant prévu en début d'année suivante pour l'Atlantic. Cependant, la White Star abandonne ses projets sur l'Atlantique Sud après cette traversée. La question du navire superflus est par ailleurs très rapidement résolue de façon dramatique lorsque, le 1er avril 1873, l'Atlantic fait naufrage en heurtant des rochers par gros temps au large de Halifax. Des 952 personnes à bord, 585 périssent, dont toutes les femmes et tous les enfants sauf un. Ce naufrage qui est alors le plus meurtrier de l'histoire est un coup dur pour la compagnie, qui parvient malgré tout à maintenir son service.
Dès 1874 et 1875, la compagnie met en service deux versions très nettement agrandies des navires de classe Oceanic, le Britannic et le Germanic, qui remportent à leur tour des records de vitesse et rencontrent le succès. Sept navires se retrouvent ainsi à desservir l'Atlantique Nord quand cinq seulement sont nécessaires. L'Oceanic est alors retiré de la ligne en mars 1875, après seulement quatre ans de service, puis affrété sur l'Océan Pacifique par l'Occidental and Oriental Steamship Company durant les vingt années qui suivent, jusqu'à sa démolition. Le Republic devient pour sa part le navire de réserve de la compagnie, ce qui ne l'empêche pas d'avoir, durant les quinze années qui suivent, une carrière assez remplie en remplacement des cinq autres transatlantiques. Lui et le Baltic sont également occasionnellement affrétés par l'Inman Line au cours des années 1880.
En 1888 et 1889, le Baltic et le Republic sont vendus à la Holland America Line et remplacés par deux nouveaux paquebots nettement plus imposants, luxueux, et rapides, le Teutonic et le Majestic. Ne restent plus alors de la classe Oceanic que l'Adriatic et le Celtic. Dès février 1891, ce dernier est retiré du service et laissé à quai, pour être finalement vendu deux ans plus tard. L'Adriatic, de même que le Britannic et le Germanic, affichent des signes de vieillesse, et la compagnie prépare dès 1893 l'arrivée d'un nouveau navire finalement mis en service en 1899, l'Oceanic, deuxième du nom, suivi par quatre autres grands paquebots. À cette époque, la classe Oceanic a définitivement disparu de la flotte de la White Star, l'Adriatic ayant effectué sa dernière traversée transatlantique en fin 1897 avant d'être vendu à des démolisseurs l'année suivante.

## Navires

### Oceanic

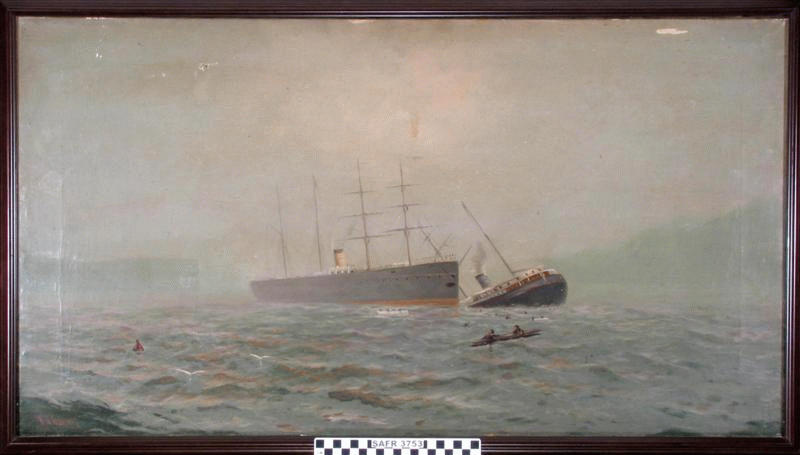
La carrière de l'Oceanic sur le Pacifique est marquée par sa collision avec le City of Chester en 1888.

Premier navire de la série, l'Oceanic est lancé le 27 août 1870 puis mis en service le 2 mars suivant. Son voyage inaugural est rapidement troublé : peu de passagers prennent place à bord du navire en regard de sa capacité, et une panne technique entraîne le retour au port du paquebot, dont la traversée est finalement repoussée de quelques jours. Malgré cela, plus de 50 000 personnes se pressent pour visiter le navire à son arrivée à New York et la presse publie des descriptions élogieuses des emménagements du navire. En dépit de cela, le nombre de passagers transportés par le navire dans les semaines qui suivent reste faible en comparaison des navires concurrents, pourtant moins modernes. Il faut attendre les records de vitesse de ses jumeaux pour que le public opte de façon plus enthousiaste pour les navires de la White Star Line.
Après 33 rotations sur l'Atlantique Nord, et une refonte en janvier 1872 pour corriger ses points faibles, l'Oceanic est retiré de la ligne transatlantique après l'arrivée du Britannic et du Germanic. Le navire n'est pas sacrifié pour autant : Thomas Ismay le fait en effet affréter par les dirigeants de la toute nouvelle Occidental and Oriental Steamship Company pour servir entre Hong Kong et San Francisco, sur l'océan Pacifique. Il y devient aussitôt le plus prestigieux navire de la ligne, assurant un grand succès à l'O&O, en particulier par ses performances en termes de vitesse.
De 1875 à 1895, et à l'exception d'une refonte à Belfast en 1879, l'Oceanic sert sur le Pacific, transportant principalement du fret et des immigrants chinois. Cette carrière sans histoires est troublée le 22 août 1888 par une collision avec le City of Chester dans la baie de San Francisco. Si l'Oceanic s'en sort sans dommages, sa victime sombre avec 16 de ses passagers. En 1895, le paquebot vieillissant est à nouveau envoyé à Belfast pour une nouvelle refonte destinée à lui rendre ses performances originelles. Un examen de son état permet cependant rapidement de conclure que ces travaux seraient trop coûteux pour une rentabilité douteuse, et le navire est démoli dès l'année suivante.

### Atlantic

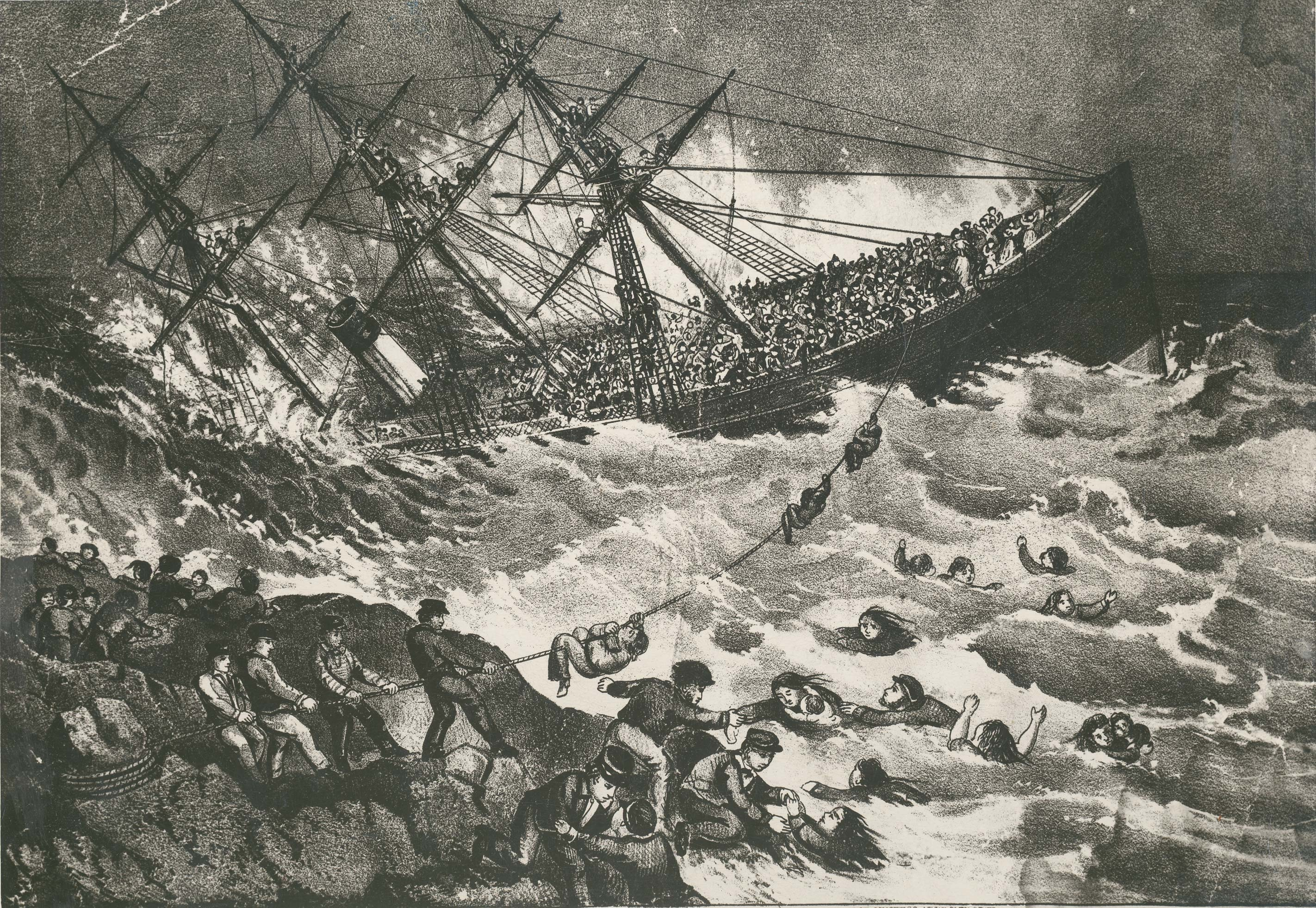
Le naufrage de l'Atlantic est le premier à frapper la White Star Line, en 1873.

Deuxième navire de la série, l'Atlantic est lancé le 26 novembre 1870 et mis en service le 8 juin suivant. Le navire rencontre progressivement le succès, à l'instar de ses jumeaux, et dépasse le millier de passagers pour une traversée dès 1872. Il échappe de peu à une collision avec le City of Paris, en novembre 1871. À la fin de l'année suivante, il est annoncé qu'il desservira l'Amérique du Sud comme vient de le faire le Republic, mais le projet avorte.
Le 20 mars 1873, l'Atlantic quitte Liverpool pour sa dix-neuvième traversée. Après une escale à Queenstown, il s'engage dans l'Atlantique Nord avec plus de 950 passagers à son bord. Dès le départ d'Irlande, le navire doit faire face à un gros temps et à des paquets de mer qui vont jusqu'à endommager deux de ses canots. Au bout d'une semaine de traversée, le capitaine s'inquiète du risque d'une pénurie de charbon qui empêcherait son navire d'atteindre New York, une panne par manque de combustible pouvant se révéler désastreuse à une époque où les navires ne peuvent communiquer que par signaux visuels. Il est donc décidé de faire route vers Halifax pour réapprovisionner les soutes. Le mauvais temps empêche cependant d'évaluer correctement la position du navire, qui dévie de sa trajectoire.
Dans la nuit du 30 mars au 1er avril, l'Atlantic heurte des rochers qui percent d'importantes brèches dans sa coque. L'eau s'engouffre rapidement et, dans la panique, de nombreux passagers restent coincés à l'intérieur. Un canot mis à la mer est englouti par les vagues. Afin de sauver ceux qui peuvent l'être, des marins tendent des cordes jusqu'à un rocher proche et s'en servent pour entraîner les personnes les plus robustes en lieu sûr. Sur plus de 950 personnes, 585 périssent d'épuisement ou par noyade. Aucune femme ne survit, et seul un des 90 enfants à bord parvient à échapper au désastre. Il s'agit de la plus grande catastrophe maritime jamais enregistrée à l'époque. L'enquête ne retient finalement aucune charge contre la White Star, concluant qu'assez de charbon avait en réalité été embarqué pour atteindre New York, mais la compagnie doit se séparer de l'Asiatic et du Tropic pour compenser ses pertes.

### Baltic

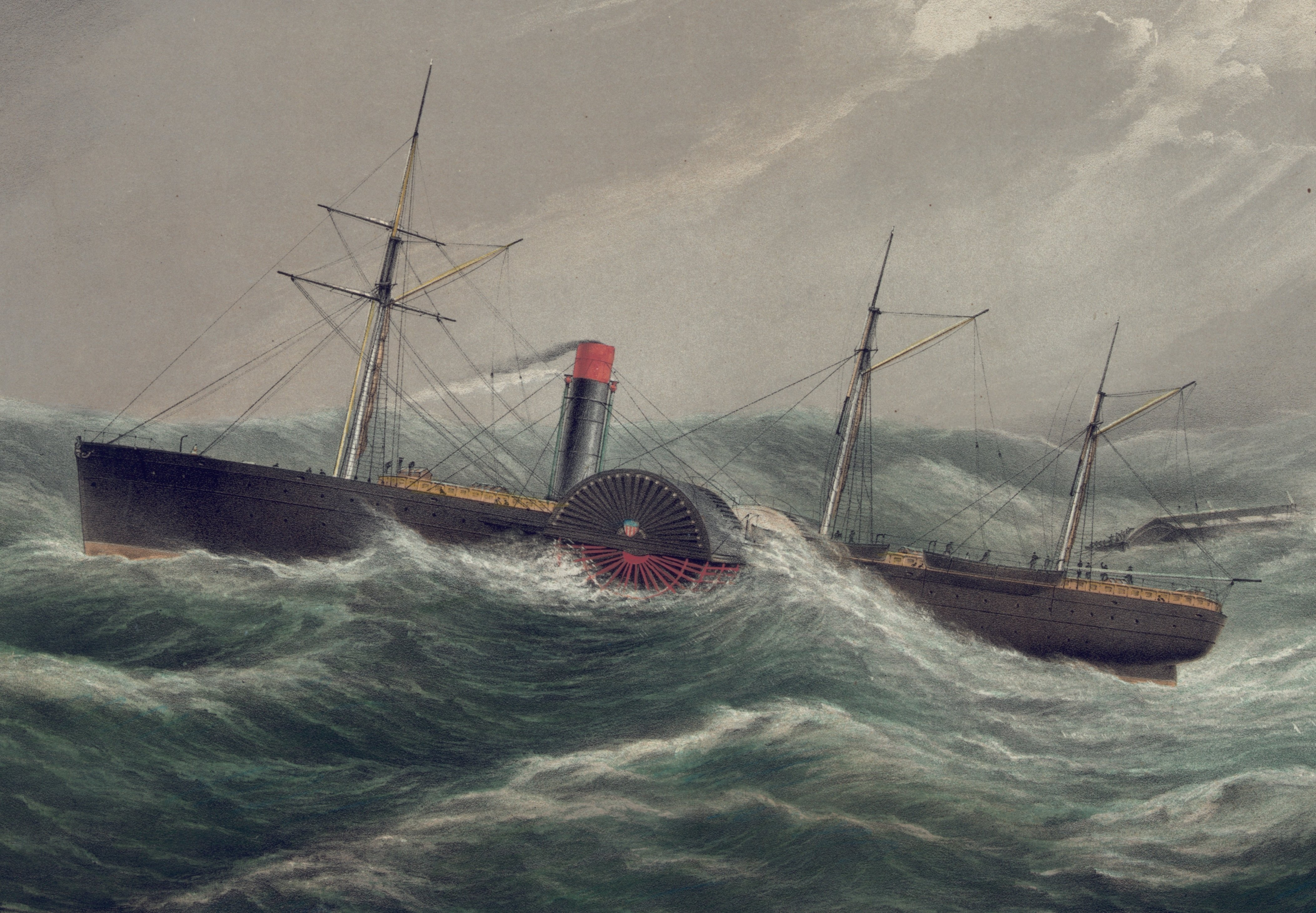
Le Baltic devait se nommer Pacific, nom d'un paquebot célèbre pour son naufrage.

Le Baltic est lancé le 8 mars 1871, sous le nom de Pacific. Lorsque la presse rappelle, le lendemain de la cérémonie, que ce nom était celui d'un paquebot de la Collins Line célèbre pour son naufrage meurtrier, il est décidé de le renommer. En janvier 1873, il permet à la White Star Line d'acquérir une solide réputation en étant le premier navire à dépasser les 15 nœuds lors d'une traversée record entre New York et Liverpool en 7 jours et 20 heures.
La carrière du Baltic se poursuit sans histoires durant les années 1870 et le début des années 1880. À partir de 1883 et à plusieurs reprises, le navire est affrété par l'Inman Line afin de remplacer certains de ses navires et de lui permettre de faire face à des difficultés financières. Il fait en 1887 son retour sur l'Atlantique Nord pour le compte de la White Star, mais en est retiré dès l'année suivante, rendu inutile par l'arrivée du Teutonic annoncée pour 1889.
Acquis par la Holland America Line, il est renommé Veendam et continue à servir sur la même ligne. Sa carrière pour sa nouvelle compagnie cesse le 6 février 1898, lorsqu'il heurte une épave et sombre, suffisamment lentement pour ne pas faire de victime.

### Republic

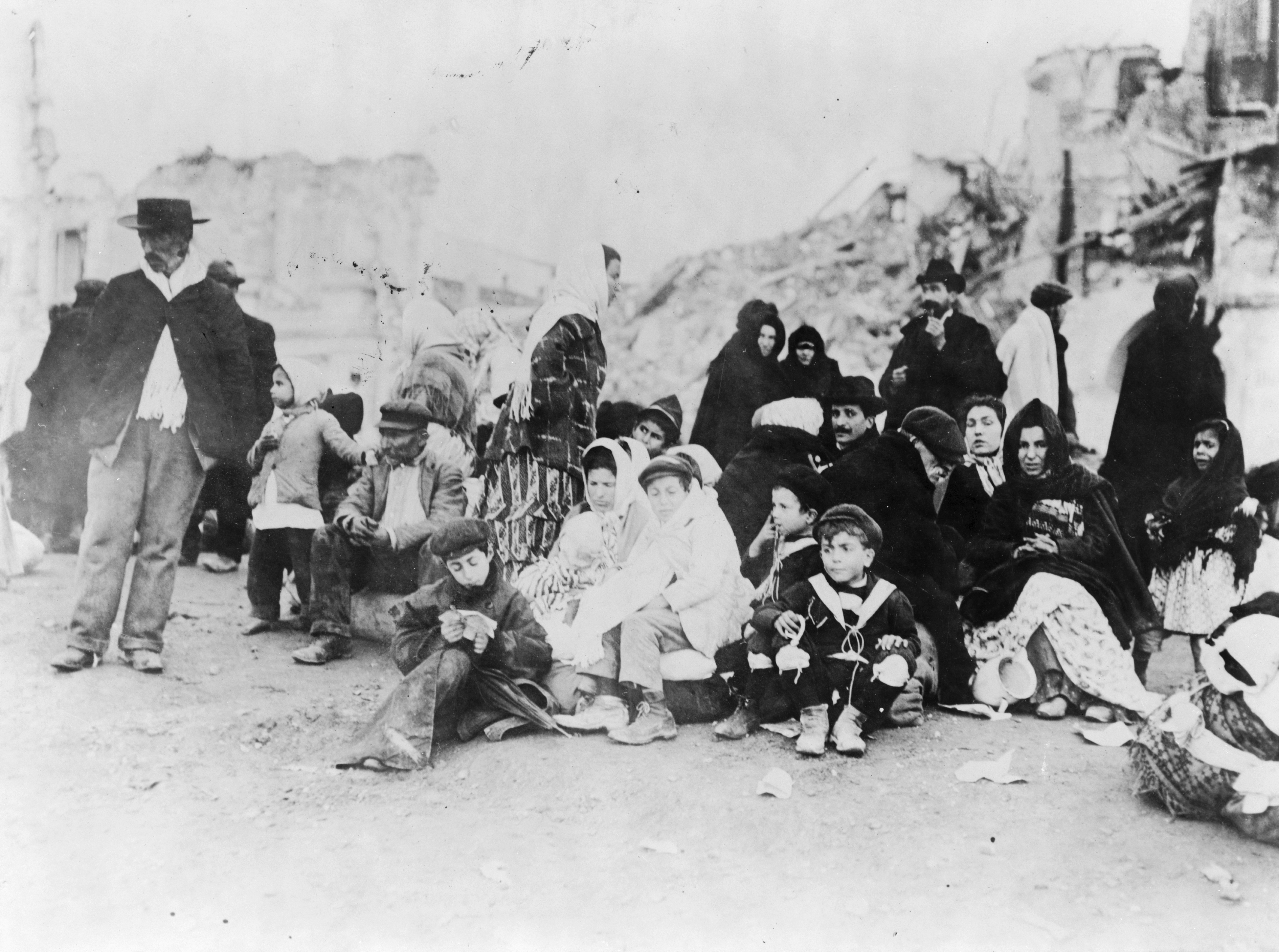
À la fin de sa carrière, le Republic est utilisé pour abriter les victimes du séisme de 1908 à Messine.

Lancé le 4 juillet 1871, le Republic doit son nom au Jour de l'Indépendance américaine. Il part le 1er février 1872 pour une traversée inaugurale très mouvementée puisqu'il est confronté à une forte mer. Dès la fin de l'année, lorsque l'Adriatic et le Celtic ont également été mis en service, le Republic n'est plus requis sur l'Atlantique Nord, et effectue un voyage à destination du Chili à titre expérimental. La route est cependant aussitôt abandonnée, et le naufrage de l'Atlantic peu après rend le Republic nécessaire sur sa ligne d'origine.
Une fois le Britannic et le Germanic mis en service, le Republic devient en 1875 le navire de réserve de la compagnie, ce qui ne l'empêche pas de servir à de nombreuses reprises, et d'être plusieurs fois victime d'accidents. Comme le Baltic, il est temporairement prêté à l'Inman Line au milieu des années 1880. Il manque de chavirer durant cet affrètement en entrant en collision avec l'Aurania de la Cunard. L'arrivée du Teutonic et du Majestic entraîne sa vente à la Holland America Line en 1889, après une dernière traversée marquée par un incident grave causant la mort de chauffeurs et un échouement.
Renommé Maasdam, il sert sa nouvelle compagnie entre Rotterdam et New York jusqu'en 1902, date à laquelle il est racheté par la compagnie italienne La Veloce qui le renomme Vittoria puis Città di Napoli et l'utilise pour transporter des immigrants d'Italie jusqu'aux États-Unis. Fin 1908, la compagnie le prête au gouvernement pour venir en aide aux sinistrés d'un séisme de grande ampleur ayant touché Messine. Il est ensuite rendu à sa compagnie qui ne lui trouve plus d'utilité. Démoli en 1910, après presque quarante ans de carrière, le navire est le dernier de sa classe à disparaître.

### Adriatic

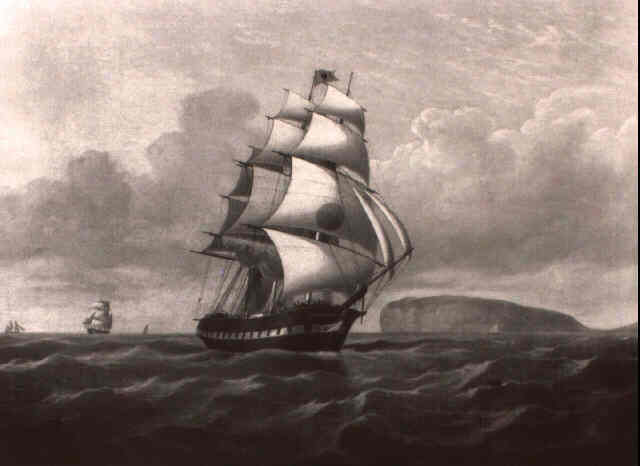
Le Harvest Queen est un des navires coulés par l'Adriatic durant sa carrière mouvementée.

Lancé le 17 octobre 1871, l'Adriatic, tout comme le Celtic, est légèrement plus grand que ses prédécesseurs. Il est mis en service le 11 avril 1872 et remporte le Ruban bleu dès le mois de mai suivant, l'enlevant au Scotia qui le détenait depuis 1866. Cette conquête contribue à attirer l'attention sur les navires de la White Star Line naissante. Les temps qui suivent, le navire se révèle particulièrement malchanceux : fin 1872, la perte de deux des quatre pales de son unique hélice dans une tempête le ralentit fortement. En 1874, il attire et heurte le Parthia, mais les deux navires s'en tirent sans dommages.
En 1875 et 1876, le navire coule successivement le Columbus, petit navire croisant dans un chenal de Liverpool (en faisant une victime), puis le voilier Harvest Queen. Cette dernière collision se produit tellement rapidement que le voilier sombre sans que l'équipage de l'Adriatic ne puisse relever son identité ou repêcher les personnes qui se trouvaient à bord. En 1878, à nouveau, il coupe en deux le voilier G. A. Pike, tuant cinq membres d'équipage.
Malgré cette carrière chaotique, l'Adriatic jouit d'un grand prestige, et c'est à son bord que les actionnaires de la White Star Line choisissent de tenir un grand dîner en l'honneur du président de la compagnie, Thomas Henry Ismay, en 1885, pour le féliciter de la bonne marche de l'entreprise. Le paquebot poursuit une carrière bien moins troublée que ses premières années et sert la White Star jusqu'en novembre 1897. Retiré du service, il est vendu à des démolisseurs et est démantelé en 1899.

### Celtic
Mis en construction sous le nom d'Arctic, le navire est renommé en Celtic en même temps que le Baltic, l'Arctic ayant été un autre navire naufragé de la Collins Line. Lancé le 8 juin 1872, le Celtic effectue sa traversée inaugurale le 24 octobre suivant. Sa carrière est marquée par plusieurs collisions, la plus importante survenant en 1887, lorsque le Celtic ouvre à plusieurs reprises la coque du Britannic puis doit recueillir ses passagers. Les deux navires sont sérieusement endommagés, mais peuvent être réparés.
Le Celtic effectue sa dernière traversée transatlantique pour la White Star en février 1891, puis est laissé à quai pendant deux ans à Birkenhead. Devenu inutile, il est vendu en 1893 à une compagnie danoise, la Thingvalla Line, qui le renomme Amerika et l'utilise entre Copenhague et New York. Le navire se révèle cependant trop imposant pour être rentable sur cette ligne, et n'effectue que quelques traversées dans les années qui suivent, avant d'être retiré du service en 1897 et démoli l'année suivante.

## Caractéristiques

### Aspects techniques

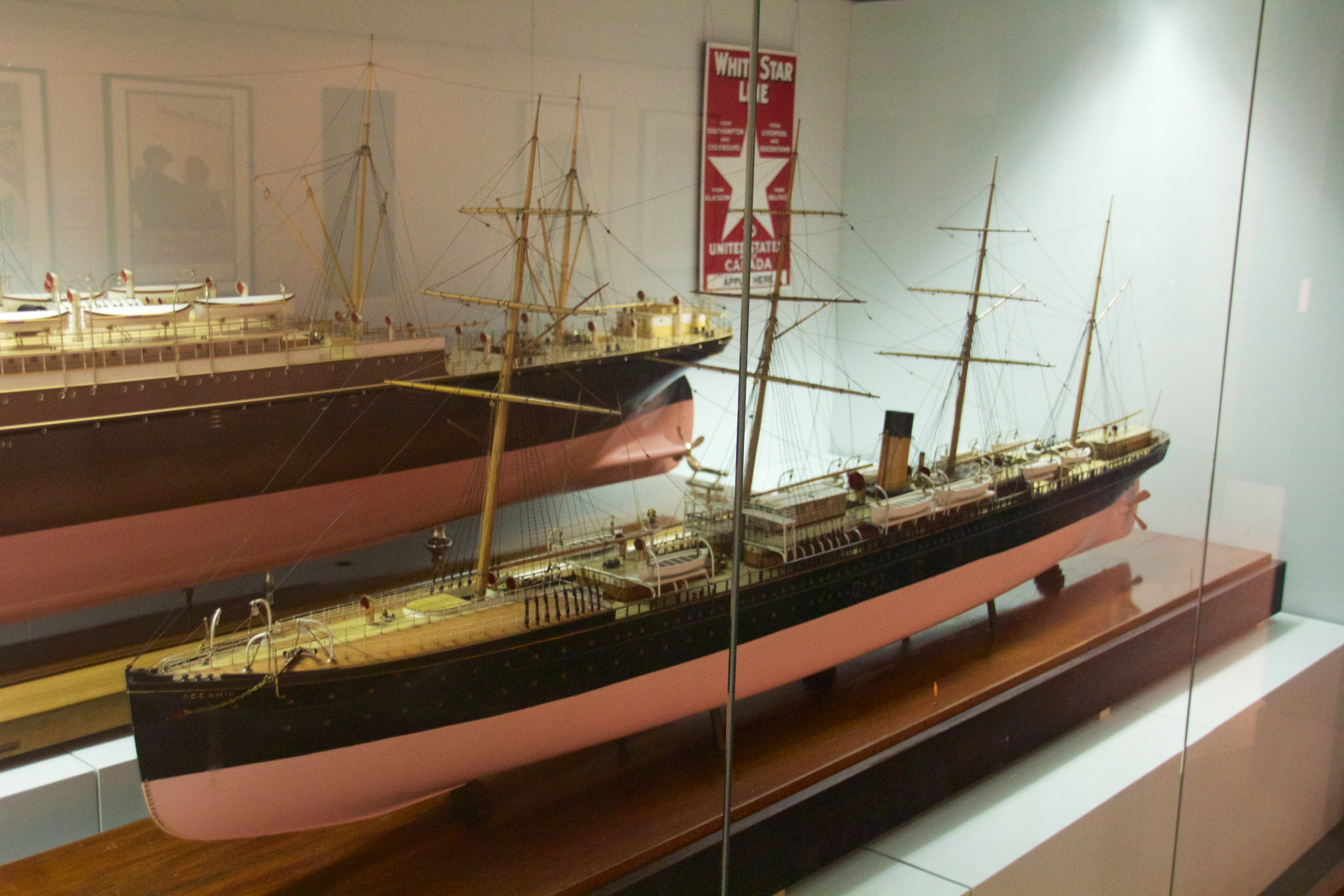
Cette maquette de constructeur représente l'Oceanic en 1872.

Les six navires de classe Oceanic adoptent une silhouette similaire, reprise par la suite par de nombreux autres navires de la compagnie. Il s'agit, selon la dénomination officielle, de « quatre-mâts barque à coque en fer (une hélice) », une cheminée unique aux couleurs de la compagnie (ocre surmonté de noir) se tenant entre les deux mâts avant et les deux mâts arrières, conçus pour naviguer également à la voile, comme tous les navires de la White Star Line jusqu'au Teutonic. Leur coque marque une révolution sur l'Atlantique Nord, en arborant un rapport entre la longueur et la largeur de 10 mètres pour un, au lieu des 8 pour 1 habituels, donnant une silhouette plus fine aux navires. Pour leur sécurité, les six paquebots sont divisés en onze compartiments étanches.
Durant les années 1870, les chantiers Harland & Wolff de Belfast ne disposent pas d'ateliers capables de construire les machines de leurs navires. Les machines alternatives associées (compound) à deux cylindres qui alimentent leur unique hélice sont donc construites par d'autres entreprises. Il s'agit, pour l'Oceanic, le Baltic et l'Adriatic de Maudslay, Sons & Field, de Londres, tandis que l'Atlantic, le Republic et le Celtic sont équipés par G. Forrester & Co. de Liverpool. Leur vitesse moyenne est estimée à 14,5 nœuds ; cependant, les performances diffèrent selon les navires. Ainsi, le Republic reste très en deçà de ses jumeaux, et l'Oceanic déçoit également la compagnie à ses débuts, bien qu'elle ne le déclare pas officiellement, la ligne de conduite de la compagnie étant de ne jamais faire passer la vitesse après la sécurité. À l'inverse, le Baltic (dont les machines ont été améliorées par rapport à celles de l'Oceanic), puis l'Adriatic, se distinguent par leurs records de vitesse. Dans tous les cas, les machines se révèlent très économiques : installées de façon que le navire continue à avancer si l'une d'elles tombe en panne, elles consomment en moyenne 58 tonnes de charbon par jour contre 110 pour les paquebots qu'utilise alors la Cunard. Cette économie est particulièrement profitable à une époque où le combustible représente une dépense importante pour les compagnies maritimes.
Les quatre premiers navires de la série affichent des dimensions similaires, avec 128,1 mètres de long pour 12,4 de large, et 3 707 tonneaux de jauge brute chacun. L'Adriatic est pour sa part le plus volumineux de la série : avec 137,7 mètres sur 12,5, il jauge 3 888 tonneaux. Le Celtic affiche des dimensions similaires, mais un tonnage légèrement inférieur de 3 867 tonneaux.

### Aménagement destinés aux passagers

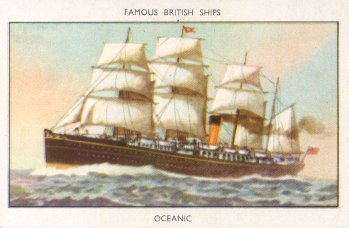
L'Oceanic, représenté toutes voiles dehors.

Les installations de l'Oceanic apportent de nombreuses innovations qui lui valent les surnoms de « yacht impérial » et de « père des paquebots modernes ». Sa première classe, pouvant accueillir 166 passagers, est en effet située non plus à l'arrière, comme sur les navires plus anciens, mais au centre du paquebot, à un endroit où les vibrations sont moindres, ce qui accroît le confort. Plusieurs nouveautés renforcent le luxe du navire, avec l'apparition de sonnettes électriques dans les cabines afin d'appeler un steward, d'eau courante et de baignoires (partagées), et de chaises individuelles dans la salle à manger au lieu des habituels bancs. Des hublots nettement plus grand qu'à l'habitude permettent aux pièces de gagner en luminosité. À l'avant et à l'arrière, séparés par de grandes grilles en fer, se trouvent les logements des passagers d'entrepont, séparés entre hommes seuls à l'avant d'une part, et femmes seules et familles à l'arrière d'autre part. 1 000 passagers peuvent voyager en entrepont. La compagnie précise qu'elle s'engage à fournir une couchette et de le nourriture, ainsi qu'à faire la cuisine, pour les passagers de première classe.
En fonction des réactions de la clientèle, les installations des navires suivants ont été améliorées, sans que l'on sache précisément en quoi ont consisté ces améliorations. Les installations de ces paquebots jouissent d'un grand prestige, et un passager du Republic décrit ainsi son voyage en 1874 : « Le Republic est un palace flottant, avec le style et le confort d'un hôtel suisse. [...] Nous disposons d'un salon au cœur du navire, accueillant avec de l'or et doux avec des tentures, dans lequel les jeunes femmes peuvent séduire et les plus âgées peuvent consulter des livres et des imprimés. [...] Nous avons un bon piano et une vraie bibliothèque pleine de livres, un fumoir, un barbier et un boudoir. » L'Adriatic et le Celtic, bien que légèrement plus grands, n'embarquent pas plus de passagers. Le premier fait cependant l'objet d'une innovation originale en étant équipé de lampes à gaz en lieu et place des chandelles habituelles. Cette nouveauté est très rapidement abandonnée, les tuyaux se perçant trop souvent durant les traversées, et l'éclairage est par la suite assuré par des lampes à pétrole. Durant les années 1880, afin de s'adapter aux changements de la clientèle, les deux derniers navires de la série sont équipés d'une cinquantaine de places en deuxième classe, pour satisfaire une classe moyenne émergente.
Lorsque les navires de la classe Oceanic entrent en service, le prix d'un aller en première classe est de 18 guinées, et de 26 pour le retour, tandis qu'un voyage en entrepont coûte 6 guinées.